# Marcello Lucini
Marcello Lucini (Spoleto, 21 giugno 1920 – Roma, 7 febbraio 1974) è stato un giornalista e scrittore italiano.
Lucini ha vissuto a Spoleto fino a quando, passato dall'insegnamento al giornalismo, si trasferì a Roma nel 1955 come redattore politico del quotidiano "Il Tempo" per il quale scriveva articoli di fondo e corsivi anche su argomenti di politica estera. 
Da giovanissimo, catturato dai tedeschi, fu deportato in Polonia e Germania. Rimase prigioniero per tre anni essendosi rifiutato di aderire alla Repubblica Sociale. Di questa esperienza tratta il suo libro: Seicentomila italiani nei Lager(ed.Rizzoli). Ha scritto inoltre numerosi saggi storici.

## Opere
- A Stalingrado si infranse il sogno di Hitler, Marcello Lucini; Solfanelli editore, 1963
- Seicentomila italiani nei lager , Marcello Lucini,  Giuseppe Crescimbeni, Rizzoli, 1965
- La parabola di Stalin, Marcello Lucini, Cappelli editore, 1966
- Chi Finanziò la Rivoluzione d’Ottobre, Marcello Lucini, Editrice Italiana,1967
- L'imperialismo comunista, Marcello Lucini, G. Volpe, 1969
- Verità sulla nascita del fascismo, Marcello Lucini, Calderini, 1973
- Ghepeú: Storia della polizia segreta sovietica, Marcello Lucini, Bietti, 1974

| Controllo di autorità | VIAF (EN) 205078108 · ISNI (EN) 0000 0001 4029 8583 · SBN SBLV147280 · LCCN (EN) no2012000667 · GND (DE) 1208532863 |